# Aprendizaje de memoria

Un programa de tarjetas (Anki)

El aprendizaje de memoria es una técnica de memorización basada en la repetición. El método se basa en la premisa de que la recuperación de material repetido se vuelve más rápida cuanto más se repite. Algunas de las alternativas al aprendizaje de memoria incluyen el aprendizaje significativo, el aprendizaje asociativo, la repetición espaciada y el aprendizaje activo.

## Frente al pensamiento crítico
El aprendizaje de memoria es ampliamente utilizado en el dominio del conocimiento fundamental. Ejemplos de temas escolares donde el aprendizaje de memoria se usa con frecuencia incluyen fonética en lectura, la tabla periódica en química, tablas de multiplicar en matemáticas, anatomía en medicina, casos o estatutos en derecho, fórmulas básicas en cualquier ciencia, etc. Por definición, el aprendizaje de memoria evita la comprensión, por lo que en sí mismo es una herramienta ineficaz para dominar cualquier tema complejo en un nivel avanzado. Por ejemplo, se puede observar un ejemplo de aprendizaje de memoria en la preparación rápida para los exámenes, una técnica que se puede denominar coloquialmente como " atiborrar ".
El aprendizaje de memoria a veces se menosprecia con los términos despectivos como un loro, regurgitación o atiborrar porque alguien que se involucra en el aprendizaje de memoria puede dar la impresión equivocada de haber entendido lo que ha escrito o dicho. Muchos de los nuevos estándares curriculares lo desaconsejan enfáticamente. Por ejemplo, los estándares de ciencias y matemáticas en los Estados Unidos enfatizan específicamente la importancia de una comprensión profunda frente al recuerdo de hechos, que se considera menos importante. El Consejo Nacional de Profesores de Matemáticas declaró:
Más que nunca, las matemáticas deben incluir el dominio de conceptos en lugar de la mera memorización y el seguimiento de procedimientos. Más que nunca, las matemáticas escolares deben incluir una comprensión de cómo usar la tecnología para llegar a soluciones significativas a los problemas en lugar de una atención interminable a un tedio computacional cada vez más anticuado.
Sin embargo, los defensores de la educación tradicional han criticado los nuevos estándares estadounidenses por menospreciar el aprendizaje de hechos básicos y aritmética elemental y reemplazar el contenido con habilidades basadas en procesos. En matemáticas y ciencias, a menudo se utilizan métodos de memoria, por ejemplo, para memorizar fórmulas. La comprensión es mayor si los estudiantes memorizan una fórmula a través de ejercicios que usan la fórmula en lugar de repetirla de memoria. Los estándares más recientes suelen recordar que los estudiantes obtengan fórmulas por sí mismos para lograr la mejor comprensión. Nada es más rápido que el aprendizaje de memoria si una fórmula debe aprenderse rápidamente para un examen inminente y los métodos de memoria pueden ser útiles para memorizar un hecho comprendido. Sin embargo, los estudiantes que aprenden con comprensión pueden transferir su conocimiento a tareas que requieren resolución de problemas con mayor éxito que aquellos que aprenden solo de memoria.
Por otro lado, aquellos que no están de acuerdo con la filosofía basada en la indagación sostienen que los estudiantes primero deben desarrollar habilidades computacionales antes de que puedan comprender los conceptos matemáticos. Estas personas argumentarían que es mejor emplear el tiempo practicando habilidades en lugar de investigar inventando alternativas o justificando más de una respuesta o método correcto. Desde este punto de vista, estimar las respuestas es insuficiente y, de hecho, se considera que depende de sólidas habilidades fundamentales . Se percibe que el aprendizaje de conceptos abstractos de las matemáticas depende de una base sólida de conocimiento de las herramientas de la materia. Por lo tanto, estas personas creen que el aprendizaje de memoria es una parte importante del proceso de aprendizaje.

## En informática
El aprendizaje de memoria también se utiliza para describir un patrón de aprendizaje simple utilizado en el aprendizaje automático, aunque no implica repetición, a diferencia del significado habitual del aprendizaje de memoria. La máquina está programada para mantener un historial de cálculos y comparar nuevas entradas con su historial de entradas y salidas, recuperando la salida almacenada si la hay. Este patrón requiere que la máquina puede modelarse como una función pura, que produzca siempre la misma salida para la misma entrada, y se puede describir formalmente de la siguiente manera:
F( {\displaystyle \ x_{1},x_{2},...,x_{n}} ) → ( {\displaystyle \ y_{1},y_{2},...,y_{p}} ) → almacenar (( {\displaystyle \ x_{1},x_{2},...,x_{n}} ),( {\displaystyle \ y_{1},y_{2},...,y_{p}} ))
Samuel 's Checkers utilizó el aprendizaje de memoria en un IBM 701, un hito en el uso de la inteligencia artificial .

## Métodos de aprendizaje para la escuela
Las tarjetas de apoyo, el esquema y el dispositivo mnemotécnico son herramientas tradicionales para memorizar el material del curso y son ejemplos de aprendizaje de memoria.